# Agrargeographie

Welt-Agrarleistung

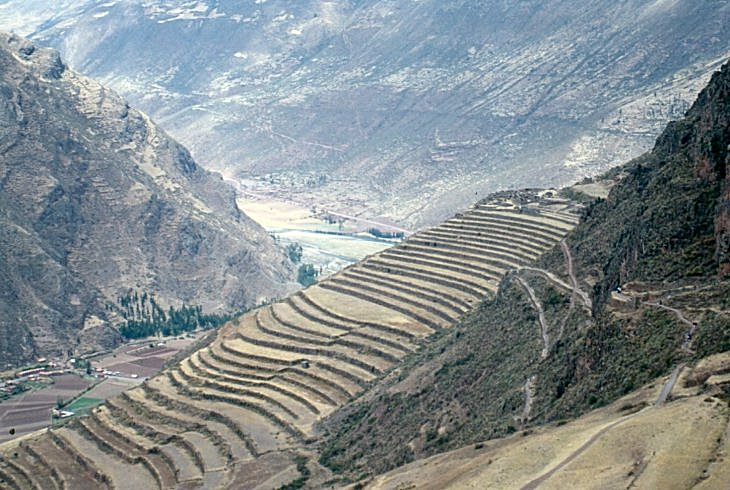
Terrassenfeldbau in Písac, Peru

Die Agrargeographie, auch Agrargeografie, ist ein Teilgebiet der Geographie. Sie erfasst, beschreibt und erklärt den agrarisch geprägten Teil der Erdoberfläche nach dessen Stoff, seiner Form, der Lage und Struktur sowie dem Wirkungsgefüge der vorkommenden Geofaktoren, die zu dieser Erscheinung führen.

## Ansätze
Innerhalb der Geographie ist die Agrargeographie der Humangeographie zuzuordnen. Traditionell wird sie dort als Teil der Wirtschaftsgeographie (Primärsektor) gesehen. Mit Fortschreiten einer holistischen Betrachtungsweise der Geographie wird die Agrargeographie jedoch meist nicht mehr isoliert, sondern im Rahmen jeweiliger regionaler geographischer Fragestellungen betrieben (z. B. Gebirgsforschung, Geographische Entwicklungsforschung). Außerdem gehört sie als interdisziplinäres Gebiet zu den Agrarwissenschaften.
Im Laufe der Zeit entwickelten sich verschiedene agrargeographische Ansätze:
- Landschaftskunde (Otremba 1976)
- Raumstruktur der verschiedenen Erscheinungsformen der Land- und Forstwirtschaft (Manshard 1968)
- Betriebsformentypen im räumlichen System der Vegetations- und Klimazonen, Betonung betriebswirtschaftlicher Aspekte (Andreae 1983)
- Verhaltenstheoretische und wahrnehmungsgeographische Fragen
- Kulturgeographische Aspekte (Siedlungsgeographie des ländlichen Raumes, Mensch-Umwelt-Beziehung, Kulturökologie)
- Angewandte Agrargeographie zur planerischen Lösung von Problemen zwischen Mensch und Umwelt (Ländliche Entwicklung)

## Themen
Forschungsthemen reichen von Standorttheorien der agrarischen Landnutzung (z. B. Thünensche Ringe), regionalen agrarischen Landnutzungssystemen (z. B. Tropen), über die Agrarkolonisation bis hin zu den Auswirkungen von Zersiedelung und Flächenverbrauch.